# Alejo Raúl (céfalo)
Alejo Raúl (en griego: Ἀλέξιος Ῥαούλ, en serbio: Алексије Раул; fallecido después de 1366) fue un señor griego bizantino y gran doméstico del emperador serbio Esteban Dušan. Como céfalo, gobernó la ciudad de Zijni en el Principado de Serres.

## Biografía
Tras la conquista de los territorios bizantinos, el emperador serbio Esteban Dušan incluyó en la nueva estructura a los nobles griegos que reconocerían su autoridad. Entre la gran nobleza estaba Alejo Raúl, quien, probablemente del propio Dušan, recibió el título de gran doméstico. Alejo era un terrateniente de la zona de Zijni y se acercó a Dušan para salvar sus posesiones. El alto título que ostentaba no guardaba relación con la función que desempeñaba. En este caso, significó el lugar de Alejo en la jerarquía. En las cartas, Dušan llama a Alejo un «amado cortesano». Parece que estaba relacionado con Dušan porque en un documento se le llama «tío del emperador». Alejo parece haber participado en los disturbios en Constantinopla en 1345. Un tal Alejo Raúl ostentaba el título de dux y apoyaba a Juan Cantacuceno. Fue uno de los asesinos del megaduque Alejo Apocauco durante la guerra civil bizantina. La identificación no es del todo cierta, pero, según Georg Ostrogorski, no se puede rechazar por completo debido a la similitud en el nombre y apellido. En Bizancio no estaba muy extendido. Durante el reinado de Dušan, Alejo ostentaba el título de céfalo de Zijni. Fue una figura política importante en la región de Serres. Después de que Uglješa Mrnjavčević asumiera el poder (de la viuda de Dušan, Helena), se ha conservado un documento que menciona a Alejo en la disputa que encabezó contra el panhipersebasto Esteban Caloteto en 1366. El monasterio de Vatopedi estuvo involucrado en la disputa, que sufrió grandes daños por las acciones de Alejo Raúl. Esta es la última mención de Raúl en fuentes históricas.